# Pabllo Vittar

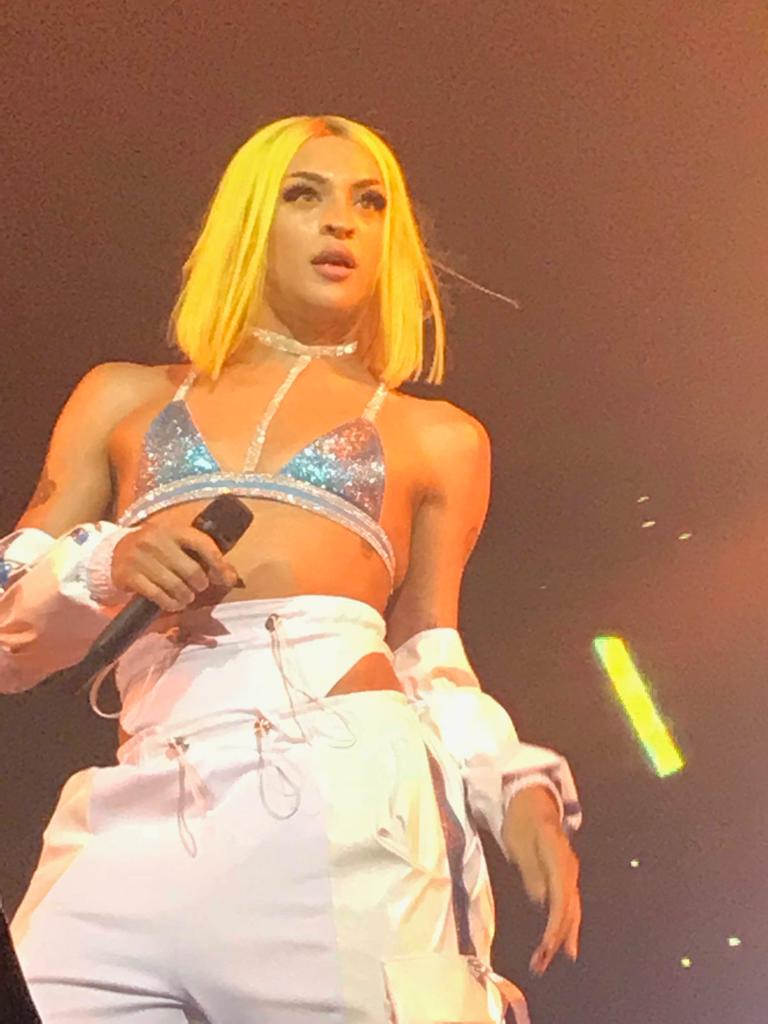
Pabllo Vittar, São Paulo, 2018

Phabullo Rodrigues da Silva (* 1. November 1994 in Santa Inês, Maranhão), besser bekannt als Pabllo Vittar, ist ein brasilianischer Sänger, Performer und Dragqueen. Vittar ist derzeit die Dragqueen mit den weltweit meisten Followern bei Instagram (11,2 Millionen, Stand: Januar 2021).

## Leben
Vittar begann mit 13 Jahren sich der Musik zu widmen und trat mit Coversongs auf Familienfesten, Geburtstagen und in Schulen auf. Im Jugendalter begann Vittar eigene Songs zu schreiben und trat unregelmäßig in Nachtclubs und auf Prides auf, was dazu führte, dass er lokal in der LGBT-Szene Bekanntheit erlangte.
Er wurde in den Medien bekannt durch den Song Open Bar, ihre portugiesische Videoclip-Variante des Songs Lean On von Major Lazer. Der Clip mischt Pop mit Elementen des Samba und wurde in weniger als vier Monaten mehr als eine Million Mal auf YouTube angeklickt.
Als Reaktion auf den immensen Erfolg widmete Vittar sich verstärkt der Musik und veröffentlichte im Dezember 2015 seine erste EP Open Bar. Produziert wurde diese von Rodrigo Gorky, einem Mitglied der brasilianischen Band Bonde do Rolê. Noch im selben Jahr begann Vittar seine erste Tournee unter dem Titel „Open Bar Tour“, auf welcher er in ganz Brasilien auf die nationale LGBT-Bewegung aufmerksam machte.
Am 12. Januar 2017 veröffentlichte Vittar sein erstes Studioalbum Vai Passar Mal und stieg sofort in die Top 10 der brasilianischen iTunes-Charts ein.

## Diskografie

### Studioalben
- 2017: Vai Passar Mal (BR: ×2Doppelplatin )
- 2018: Não Para Não (BR: Platin)
- 2020: 111 (BR: ×2Doppelplatin )
- 2021: Batidão Tropical (BR: Gold)

| Jahr | Titel                   | Höchstplatzierung, Gesamtwochen, AuszeichnungChartplatzierungen (Jahr, Titel, Platzierungen, Wochen, Auszeichnungen, Anmerkungen) | Höchstplatzierung, Gesamtwochen, AuszeichnungChartplatzierungen (Jahr, Titel, Platzierungen, Wochen, Auszeichnungen, Anmerkungen) | Anmerkungen                         |
| Jahr | Titel                   | BR | PT | Anmerkungen                         |
| ---- | ----------------------- | --- | --- | ----------------------------------- |
| 2024 | Batidão Tropical Vol. 2 | — | PT41 (3 Wo.)PT | Erstveröffentlichung: 9. April 2024 |

grau schraffiert: keine Chartdaten aus diesem Jahr verfügbar

### Remixalben
- 2017: Vai Passar Mal: Remixes
- 2019: NPN Remixes

### EPs
- 2015: Open Bar
- 2018: Up Next Session: Pabllo Vittar
- 2019: 111 1

### Singles
| Jahr | Titel Album                   | Höchstplatzierung, Gesamtwochen/‑monate, AuszeichnungChartplatzierungen (Jahr, Titel, Album, Platzierungen, Wochen/Monate, Auszeichnungen, Anmerkungen) | Höchstplatzierung, Gesamtwochen/‑monate, AuszeichnungChartplatzierungen (Jahr, Titel, Album, Platzierungen, Wochen/Monate, Auszeichnungen, Anmerkungen) | Anmerkungen                                                                      |
| Jahr | Titel Album                   | BR | PT | Anmerkungen                                                                      |
| --- | ----------------------------- | --- | --- | -------------------------------------------------------------------------------- |
| 2017 | K.O. Vai Passar Mal           | BR20 Diamant · (2 Mt.)BR | — | Erstveröffentlichung: 21. April 2017                                             |
| 2017 | Corpo Sensual Vai Passar Mal  | BR5 ×2Doppeldiamant · (3 Mt.)BR | — | Erstveröffentlichung: 7. September 2017 feat. Mateus Carrilho                    |
| 2018 | Problema Seu Não Para Não     | BR37 Diamant · (2 Mt.)BR | — | Erstveröffentlichung: 15. August 2018                                            |
| 2019 | Garupa Pandora                | BR29 (2 Mt.)BR | — | Erstveröffentlichung: 13. Juni 2019 mit Luísa Sonza                              |
| 2019 | Flash Pose 111                | BR21 ×2Doppelplatin · (1 Mt.)BR | — | Erstveröffentlichung: 26. Juli 2019 feat. Charli XCX                             |
| 2019 | Parabéns 111                  | BR24 Diamant · (1 Mt.)BR | — | Erstveröffentlichung: 17. Oktober 2019 feat. Psirico                             |
| 2019 | Amor de Que 111               | BR14 ×2Doppeldiamant · (6 Mt.)BR | PT145 (2 Wo.)PT | Erstveröffentlichung: 4. Dezember 2019                                           |
| 2020 | Modo turbo Doce 22            | BR3 ×3Dreifachdiamant · (6 Mt.)BR | PT7 Platin · (48 Wo.)PT | Erstveröffentlichung: 18. Dezember 2020 Luísa Sonza & Pabllo Vittar feat. Anitta |
| 2021 | Triste com T Batidão Tropical | BR42 Platin · (1 Mt.)BR | PT178 (1 Wo.)PT | Erstveröffentlichung: 23. Juni 2021                                              |
| 2022 | Sal Piseiro & Sertanejo       | — | PT191 (1 Wo.)PT | Erstveröffentlichung: 10. November 2022 mit Pedro Sampaio                        |
| Folgende Lieder erschienen nicht als Single, wurden aber durch das Album zum Download und Streaming bereitgestellt und konnten somit eine Platzierung erlangen: |                               | | |                                                                                  |
| |                               | | |                                                                                  |
| 2018 | Disk Me Não Para Não          | BR33 Diamant · (1 Mt.)BR | — |                                                                                  |

Weitere Singles
- 2015: Open Bar (BR: Gold)
- 2016: Nêga (BR: Gold)
- 2017: Todo Dia (feat. Rico Dalasam)
- 2018: Então Vai (feat. Diplo)
- 2018: Indestrutível (BR: Platin)
- 2019: Seu Crime (BR: ×2Doppelplatin )
- 2019: Buzina (BR: ×2Doppelplatin )
- 2020: Clima Quente (feat. Jerry Smith, BR: Gold)
- 2020: Tímida (mit Thalía, BR: Platin)
- 2020: Rajadão (BR: Platin)
- 2020: Bandida (feat. Pocah, BR: ×2Doppelplatin )
- 2021: Ama Sofre Chora (BR: Platin)

### Gastbeiträge
| Jahr | Titel Album             | Höchstplatzierung, Gesamtwochen/‑monate, AuszeichnungChartplatzierungen (Jahr, Titel, Album, Platzierungen, Wochen/Monate, Auszeichnungen, Anmerkungen) | Höchstplatzierung, Gesamtwochen/‑monate, AuszeichnungChartplatzierungen (Jahr, Titel, Album, Platzierungen, Wochen/Monate, Auszeichnungen, Anmerkungen) | Höchstplatzierung, Gesamtwochen/‑monate, AuszeichnungChartplatzierungen (Jahr, Titel, Album, Platzierungen, Wochen/Monate, Auszeichnungen, Anmerkungen) | Höchstplatzierung, Gesamtwochen/‑monate, AuszeichnungChartplatzierungen (Jahr, Titel, Album, Platzierungen, Wochen/Monate, Auszeichnungen, Anmerkungen) | Höchstplatzierung, Gesamtwochen/‑monate, AuszeichnungChartplatzierungen (Jahr, Titel, Album, Platzierungen, Wochen/Monate, Auszeichnungen, Anmerkungen) | Höchstplatzierung, Gesamtwochen/‑monate, AuszeichnungChartplatzierungen (Jahr, Titel, Album, Platzierungen, Wochen/Monate, Auszeichnungen, Anmerkungen) | Höchstplatzierung, Gesamtwochen/‑monate, AuszeichnungChartplatzierungen (Jahr, Titel, Album, Platzierungen, Wochen/Monate, Auszeichnungen, Anmerkungen) | Anmerkungen                                                                  |
| Jahr | Titel Album             | BR | PT | DE | AT | CH | UK | US | Anmerkungen                                                                  |
| ---- | ----------------------- | --- | --- | --- | --- | --- | --- | --- | ---------------------------------------------------------------------------- |
| 2017 | Sua cara Know No Better | BR12 ×2Doppelplatin · (3 Mt.)BR | PT8 ×2Doppelplatin · (33 Wo.)PT | — | — | — | — | — | Erstveröffentlichung: 30. Juli 2017 Major Lazer feat. Anitta & Pabllo Vittar |
| 2018 | Paraíso –               | BR41 (1 Mt.)BR | — | — | — | — | — | — | Erstveröffentlichung: 5. Januar 2018 Lucas Lucco feat. Pabllo Vittar         |
| 2024 | Alibi –                 | BR7 (2 Mt.)BR | PT1 (… Wo.)PT | DE20 (17 Wo.)DE | AT14 (11 Wo.)AT | CH3 (24 Wo.)CH | UK58 (8 Wo.)UK | US95 Gold · (4 Wo.)US | Erstveröffentlichung: 28. Juni 2024 Sevdaliza feat. Pabllo Vittar & Yseult   |

Weitere Gastbeiträge
- 2017: Decote (Preta Gil feat. Pabllo Vittar, BR: Gold)
- 2019: AmarElo (Emicida feat. Majur & Pabllo Vittar, BR: ×2Doppelplatin )
- 2023: Sereia (Lia Clark feat. Pabllo Vittar, BR: Platin)

## Auszeichnungen für Musikverkäufe
| Goldene Schallplatte - Belgien - 2024: für die Single Alibi - Brasilien - 2021: für das Lied Não Vou Deitar - 2021: für das Lied No Hablo Español - 2021: für das Lied Ouro - 2021: für das Lied Trago seu Amor de Volta - 2021: für das Lied Vai Embora - Italien - 2024: für die Single Alibi - Spanien - 2024: für die Single Alibi | Platin-Schallplatte - Griechenland - 2024: für die Single Alibi Diamantene Schallplatte - Frankreich - 2024: für die Single Alibi |

| Land/RegionAuszeichnungen für Musikverkäufe (Land/Region, Auszeichnungen, Verkäufe, Quellen) | Gold       | Platin       | Diamant       | Verkäufe  | Quellen             |
| -------------------------------------------------------------------------------------------- | ---------- | ------------ | ------------- | --------- | ------------------- |
| Belgien (BRMA)                                                                               | Gold1      | —            | —             | 20.000    | ultratop.be         |
| Brasilien (PMB)                                                                              | 10× Gold10 | 23× Platin23 | 11× Diamant11 | 5.400.000 | pro-musicabr.org.br |
| Frankreich (SNEP)                                                                            | —          | —            | Diamant1      | 333.333   | snepmusique.com     |
| Griechenland (IFPI)                                                                          | —          | Platin1      | —             | 20.000    | Einzelnachweise     |
| Italien (FIMI)                                                                               | Gold1      | —            | —             | 50.000    | fimi.it             |
| Portugal (AFP)                                                                               | —          | 3× Platin3   | —             | 30.000    | Einzelnachweise     |
| Spanien (Promusicae)                                                                         | Gold1      | —            | —             | 30.000    | elportaldemusica.es |
| Vereinigte Staaten (RIAA)                                                                    | Gold1      | —            | —             | 500.000   | riaa.com            |
| Insgesamt                                                                                    | 14× Gold14 | 27× Platin27 | 12× Diamant12 |           |                     |